# دوک دینزمور
جی. کارلایل «دوک» دینزمور (انگلیسی: J. Carlyle "Duke" Dinsmore؛ زادهٔ ۱۰ آوریل ۱۹۱۳ در ویلیامستوون، ویرجینیای غربی، درگذشتهٔ ۱۳ اکتبر ۱۹۸۵ در فورت لادردیل، فلوریدا) رانندهٔ مسابقات اتومبیل‌رانی فرمول یک اهل ایالات متحده آمریکا بود که از فصل ۱۹۵۰ تا ۱۹۵۴، و دوباره در فصل ۱۹۵۶ در مجموع در شش گراند پری شرکت کرد، اما موفق به کسب هیچ امتیازی نشد.
دینزمور در ۱۳ اکتبر ۱۹۸۵ در فورت لادردیل، فلوریدا درگذشت.